# Château de la Muette
El Château de la Muette (pronunciació francesa: [ʃato də la mɥɛt]) és un castell situat a la vora del Bois de Boulogne a París (França), prop de la Porta de la Muette.
S'hi han ubicat tres castells des que un pavelló de caça es transformà en el primer castell de la princesa Margarida de Valois, filla preferida del rei Enric II de França, germana dels reis Francesc II, Carles IX i Enric III i primera muller del rei Enric IV, al segle xvi. El primer castell fou ampliat i reconstruït substancialment per Lluís XV. Lluís XV i Maria Antonieta visqueren en aquest segon castell, i el primer vol tripulat, en globus aerostàtic, en partí el 1783.
L'antic castell fou enderrocat a la dècada del 1920 per donar cabuda a cases importants, incloent-hi un nou castell construït per Henri James de Rothschild, que ara forma part de la seu de l'Organització de Cooperació i Desenvolupament Econòmic.

## Nom
El significat de muette no es coneix amb certesa. En francès modern significa 'muda'. Tanmateix, el nom del castell es pot derivar de diverses paraules en francès:
muete, una ortografia que apareix sovint fins a la fi del segle XVIII i significa 'ramat de cérvols';
mues, la banya que desprenen els cérvols a la tardor; o
mue, el període de muda dels falcons de caça.
És clar que el nom estava relacionat amb la cabanya de caça del Bois de Boulogne que els reis medievals francesos utilitzaven quan caçaven cérvols al bosc.

## Història

### Primer castell
A finals del segle XVI, Carles IX hi tingué una cabanya de caça reial, transformada en un petit castell per a Margarida de Valois (popularment coneguda com a Reine Margot), la primera muller d'Enric IV. Tot i que el seu matrimoni sempre fou difícil i finalment anul·lat, es feren amics al final de la seva vida i ella pogué tornar a París i establir-se al castell. Margarida llegà el castell al petit delfí, posteriorment Lluís XIII, el 1606.
Des del 1606 fins al 1792, la propietat continuà formant part de les finques reials. En 1716, el castell es convertí en la llar de la duquessa de Berry, Maria Lluïsa Elisabet d'Orleans, filla del duc d'Orleans, regent de França. Antoine Watteau en decorà les habitacions amb chinoiserie. El tsar Pere el Gran de Rússia la visità aquí.